# Cygnus A

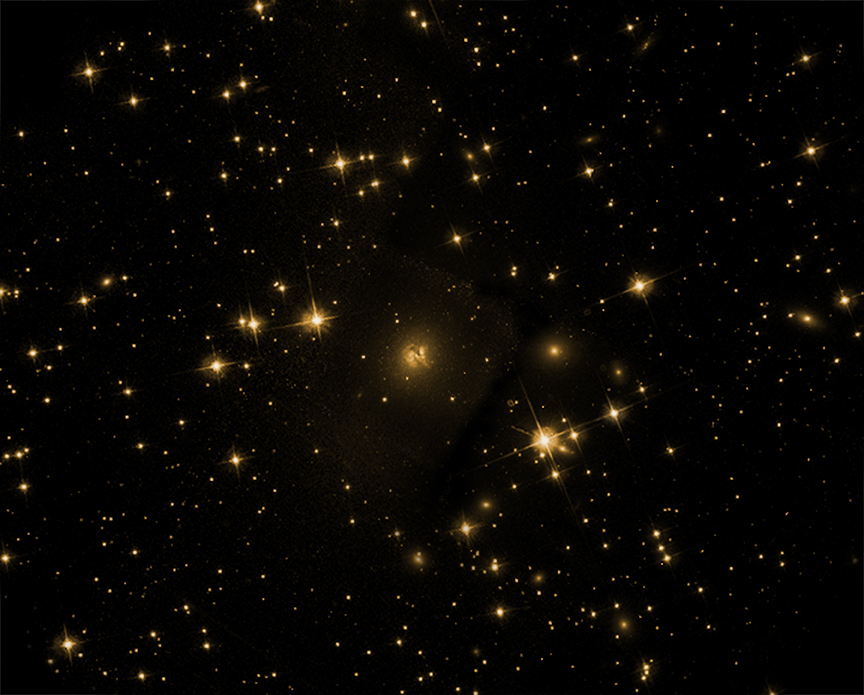
Het centrale sterrenstelsel (midden)

Cygnus A (of 3C 405) is een radio-sterrenstelsel en is bij frequenties beneden 1 GHz de sterkste radiobron aan de hemel (objecten in het zonnestelsel niet meegerekend). De bron wordt gekenmerkt door twee lobben die verbonden zijn door jets met het centrale (actieve) elliptische sterrenstelsel.

## Ontdekking
In 1939 ontdekte Grote Reber een radiobron in het sterrenbeeld Zwaan. Na betere metingen gaf James Stanley Hey (en collega's) in 1946 de bron de naam Cygnus A. Cygnus A was in 1951 een van de eerste bronnen die door Walter Baade geïdentificeerd werden met een optisch zichtbaar sterrenstelsel (zie externe link). In 1953 werd door Roger Jennison en M. K. Das Gupta ontdekt dat het een dubbele radiobron is.

## Eigenschappen
De heliocentrische radiële snelheid van Cygnus A is 16.811 km/s, een roodverschuiving die wegens de wet van Hubble overeenkomt met een afstand van 773 miljoen lichtjaar. De afstand van de lobben aan de hemel bedraagt 2,6 boogminuten ofwel ongeveer 500.000 lichtjaar. De fluxdichtheid van Cygnus A bereikt een sterkte van 31.700 jansky bij een frequentie van 14,7 MHz. De sterke radio-emissie van Cygnus A wordt veroorzaakt door synchrotronstraling.